# مطار الطبعات
مطار الطبعات هو مطار عسكري ثانوي عراقي، في مركز قضاء الرطبة، في صحراء محافظة الأنبار أقصى غرب العراق، قريب من الحدود الأردنية والسورية والسعودية، أُنشئ بعد حرب 1967 تمهيداً لمشاركة العراق في حرب تشرين سنة 1973، مخصص لأغراض الانتشار أثناء الحركات الفعلية النهارية، يُسمى مطار الطبعات في الإنكليزية اتش ثري ساوث وست (H3 southwest)، وهو المطار الجنوبي الغربي لقاعدة الوليد الجوية التي تُسمى أيضاً ج/3 (H3)، يُعدّ مطار الطبعات موقعاً عسكرياً ستراتيجياً مهماً، وقد دُمّرَ المطار [متى؟] وصار غير مشغول.